# شینجی اوکودا
شینجی اوکودا (انگلیسی: Shinji Okuda؛ زادهٔ ۱۱ ژوئن ۱۹۵۹) بازیکن هندبال اهل ژاپن بود.